# Alessandro Baronti
Alessandro Baronti (Florence, 4 juni 1967) is een voormalig Italiaans wielrenner. Hij reed in zijn carrière voor onder meer Lampre. Zijn grootste overwinning behaalde Baronti in 1997, toen hij de 15e etappe van de Ronde van Italië op zijn naam schreef. Verder won hij enkel kleinere Italiaanse wedstrijden.

## Belangrijkste overwinningen
1993
Gran Premio Industrie del Marmo
1994
Giro del Belvedere
1997
Ronde van Lazio
15e etappe Ronde van Italië
1999
Ronde van Syracuse
GP Industria & Commercio di Prato
2000
Giro d'Oro

## Resultaten in voornaamste wedstrijden
| Jaar | Ronde van Italië | Ronde van Frankrijk | Ronde van Spanje |
| ---- | ---------------- | ------------------- | ---------------- |
| 1995 |                  |                     |                  |
| 1996 |                  | 112e                |                  |
| 1997 | 70e (1)          |                     |                  |
| 1998 | buiten tijd      |                     |                  |
| 1999 |                  | 138e                |                  |
| 2000 |                  |                     |                  |

| Jaar | Milaan-San Remo | Ronde van Lombardije | Parijs-Tours |
| ---- | --------------- | -------------------- | ------------ |
| 1995 |                 |                      | 101e         |
| 1996 | 135e            |                      |              |
| 1997 |                 | 13e                  | 58e          |
| 1998 |                 |                      | 96e          |
| 1999 |                 |                      |              |
| 2000 | 94e             |                      |              |

## Ploegen
- 1993 –  Ceramiche Panaria-Navigare (stagiair)
- 1995 –  Lampre-Panaria
- 1996 –  Panaria-Vinavil
- 1997 –  Asics-CGA
- 1998 –  Cantina Tollo-Alexia Alluminio
- 1999 –  Cantina Tollo-Alexia Alluminio
- 2000 –  Cantina Tollo-Regain
- 2001 –  LA-Pecol